# 天下雜誌縣市長施政滿意度調查
天下雜誌縣市長滿意度，為台灣財經雜誌《天下雜誌》幸福城市排行榜專題中的其中一個調查項目，幸福城市排行榜通常以五大面向「經濟力」、「環境力」、「教育力」、「社福力」、「施政力」，作為排行之標準。而縣市長施政滿意度則屬「施政力」調查的一部分，針對臺灣縣市現任首長進行滿意度民調。該調查自2004年開始施行，調查方式為以每個縣市為獨立母體進行隨機抽樣電話調查，一年進行一次。雖該調查並非唯一施政調查數據，但該調查之結果經常被媒體作為引用，甚至被作為輿論對於縣市首長能力評價的依據之一。。

## 歷年結果

### 2024年
- 今年採用分群計分
- 資料來源：[10]
- 調查架構為民意調查佔90%、專家評比結果佔10%。

| 組別   | 姓名       | 黨籍       | 縣市   | 施政分數 |
| 標竿組 |            |            |        |          |
| ------ | ---------- | ---------- | ------ | -------- |
| 標竿組 | 翁章梁     | 民主進步黨 | 嘉義縣 | 84.0     |
| 標竿組 | 王忠銘     | 中國國民黨 | 連江縣 | 80.9     |
| 標竿組 | 周春米     | 民主進步黨 | 屏東縣 | 77.0     |
| 標竿組 | 饒慶鈴     | 中國國民黨 | 臺東縣 | 76.6     |
| 標竿組 | 黃敏惠     | 中國國民黨 | 嘉義市 | 76.4     |
| 優等組 |            |            |        |          |
| 張麗善 | 中國國民黨 | 雲林縣     | 76.3   |          |
| 許淑華 | 中國國民黨 | 南投縣     | 74.6   |          |
| 陳其邁 | 民主進步黨 | 高雄市     | 74.5   |          |
| 盧秀燕 | 中國國民黨 | 臺中市     | 73.8   |          |
| 鍾東錦 | 無黨籍     | 苗栗縣     | 72.2   |          |
| 徐榛蔚 | 中國國民黨 | 花蓮縣     | 71.4   |          |
| 佳等組 |            |            |        |          |
| 王惠美 | 中國國民黨 | 彰化縣     | 71.1   |          |
| 陳光復 | 民主進步黨 | 澎湖縣     | 69.2   |          |
| 張善政 | 中國國民黨 | 桃園市     | 69.1   |          |
| 林姿妙 | 中國國民黨 | 宜蘭縣     | 68.7   |          |
| 陳福海 | 臺灣民眾黨 | 金門縣     | 67.9   |          |
| 黃偉哲 | 民主進步黨 | 台南市     | 67.5   |          |
| 衝刺組 |            |            |        |          |
| 蔣萬安 | 中國國民黨 | 台北市     | 64.2   |          |
| 侯友宜 | 中國國民黨 | 新北市     | 60.2   |          |
| 楊文科 | 中國國民黨 | 新竹縣     | 58.8   |          |
| 謝國樑 | 中國國民黨 | 基隆市     | 55.8   |          |
| 高虹安 | 臺灣民眾黨 | 新竹市     | 51.0   |          |

### 引用
1. ↑  天下雜誌 406期 第107頁
2. ↑  林政則滿意度最高 胡志強最清廉 （页面存档备份，存于）.大紀元.2007-09-12
3. ↑  天下雜誌 第406期 第 108頁
4. ↑  2019天下雜誌縣市長滿意度調查
5. ↑  2020天下雜誌縣市長滿意度調查
6. ↑  .   [2021-10-19]. （原始内容存档于2021-10-20）.
7. ↑   (PDF).   [2022-09-20]. （原始内容存档 (PDF)于2022-09-20）.
8. ↑  前新竹市市長
9. ↑  . 天下雜誌. 2023-09-19.
10. ↑  . 天下雜誌. 2024-09-30  [2024-09-30]. （原始内容存档于2024-09-30）.